# Phaenochitonia
Phaenochitonia es un género de mariposas de la familia Riodinidae.

## Descripción
La especie tipo es Papilio cingulus Stoll, 1790, según designación posterior realizada por Stichel en 1911.

## Diversidad
Existen 6 especies reconocidas en el género, todas ellas tienen distribución neotropical.